# Protar

Schemat Protara z 1890 r.

Protar – seria obiektywów fotograficznych zaprojektowanych w zakładach Zeissa przez Paula Rudolpha w latach 1890–93, początkowo nosząca nazwę Anastigmat, uważana za pierwsze nowoczesne obiektywy. Po zaprojektowanym nieco wcześniej obiektywie Rossa był to drugi anastygmat. Był to pierwszy obiektyw, którego podstawowe cechy (poprawione: podłużna i poprzeczna aberracja chromatyczna, aberracja sferyczna, koma, dystorsja, krzywizna pola i astygmatyzm) są określane jako dobre.
Asymetryczny obiektyw składał się z dwóch różnych elementów z przesłoną pomiędzy nimi. W patencie podstawowa wersja obiektywu została opisana jako zbudowana z dwóch dubletów; zastrzeżono także drugą wersję, w której tylny element mógł składać się z trzech klejonych soczewek. Przedni element określany był jako „stary achromat”, a tylny jako „nowy achromat”. Podstawowy projekt był bardzo elastyczny i mógł być modyfikowany w różny sposób. Seria obiektywów zaprojektowana przez Rudolpha miała różne ogniskowe i jasność, począwszy od portretowego obiektywu z przesłoną f/4,5, skończywszy na szerokokątnym obiektywie pejzażowym z przesłoną f/18:
| Rok  | Nazwa       | Apertura | Tylna grupa     |
| ---- | ----------- | -------- | --------------- |
| 1890 | Series III  | f/7,2    | Klejony dublet  |
| 1890 | Series IV   | f/12,5   | Klejony dublet  |
| 1890 | Series V    | f/18     | Klejony dublet  |
| 1891 | Series I    | f/4,5    | Klejony tryplet |
| 1891 | Series II   | f/6,3    | Klejony tryplet |
| 1891 | Series IIIa | f/9      | Klejony dublet  |
| 1893 | Series IIa  | f/8      | Klejony tryplet |
Obiektywy tego typu były także produkowane na licencji przez inne zakłady, takie jak: Baush and Lomb, Krauss, Ross, Fritsch, Koristka i Suter. Do 1900 roku sprzedano ponad 100,000 Protarów w różnych wersjach, pomimo jego dużej popularności w miarę opracowywania nowych i lepszych konstrukcji takich jak Planar, Unar i Tessar były one wycofywane ze sprzedaży. Katalog Zeissa z 1901 roku zawierał już tylko modele IIa, IIa i V, a w 1910 roku tylko modele IIIa i V pozostały w sprzedaży. W 1900 roku Zeiss stracił także prawo do używania nazwy Anastigmat i obiektywy otrzymały nową nazwę – Protar. Jedynym Protarem, który produkowano jeszcze w latach 30. XX wieku był Series V, który pozostał popularnym profesjonalnym obiektywem szerokokątnym.